# Trachischium monticola
Espèce
Synonymes
- Calamaria monticola Cantor, 1839
- Cyclophis rubiventer Jerdon, 1870
- Ablabes albiventer Günther 1875

Trachischium monticola est une espèce de serpents de la famille des Natricidae.

## Répartition
Cette espèce se rencontre au Bangladesh, au Népal, au Tibet en Chine et en Inde, en Assam, au Meghalaya et en Arunachal Pradesh.

## Étymologie
Le nom spécifique monticola vient du latin monticola, « habitant des montagnes », en référence à la distribution de ce saurien.

## Publication originale
- Cantor, 1839 : Spicilegium Serpentium Indicorum. part 1 Proceedings of the Zoological Society of London, vol. 1839, p. 31-34 (texte intégral).